# النظرية النسوية في الدراسات التأليفية
يُقصد بالنظرية النسوية في الدراسات التأليفية؛ تطبيق أفكار النظرية النسوية على الدراسات التأليفية. تأخذ النظرية النسوية في الدراسات التأليفية في الاعتبار؛ تأثير الدراسات الجندرية واللغوية والثقافية على التأليف، وذلك من أجل مواجهة التقاليد والأعراف الموجودة مسبقًا.

## نظرة عامة
تركز النسوية، على نحو عام، في الدراسات التأليفية؛ على إبداء الملاحظات ومراعاة الاختلافات الجندرية. وبالتالي، فمن غير المرجح أن يفضل معلم ومدرب ذو أصول تربوية نسوية طريقة تدريس تتمركز حول وجهة النظر الذكورية. يركز أتباع النهج النسوي في التأليف «على مسألتي الاختلاف والهيمنة في اللغة المكتوبة».
توجد النظريات النسوية ودراسات التأليف عندما ينظر الأكاديميون عن كثب إلى الكُتّاب المهمشين. أُدخلت الحركة النسوية في ميدان التأليف عبر التعاون بين المؤسسات التعليمية ومعلمي الكتابة. وتأثرت كذلك بمختلف التخصصات الأكاديمية والاجتماعية. وقد ساعد ذلك على تغيير الطريقة التي ينظر بها المؤلِّفون إلى تطلعات ومعايير الكتابة الجيدة. أشارت كتابات لورا آر ميكتشي حول الخطاب النسوي فيما يتعلق بتعليم أصول التدريس؛ إلى أنه يمكن استخدام الخطاب النسوي لإنتاج وإعادة إنتاج أفكار حول كيفية تدريس الكتابة. تكمن نظرية الخطاب النسوي في استخدام الإيديولوجيا والسياسة عن عمد أثناء الكتابة. تقول ميكتشي: «لقد نقحت الخطابات النسوية المفاهيم الخطابية التقليدية عبر منظورات جندرية واضحة، وفي كثير من الأحيان، عبر منظورات نسوية». وذكرت ميكتشي أيضًا أن «سونيا فوس وسيندي غريفين حددتا هدفًا رئيسيًا للخطاب النسوي يتمثل في خلق مساحات للخطيبات من أجل 'تطوير نماذج للتواصل غير الخصامي، التعاوني، والأخلاقي'». وقد استخدمت الباحثات النسويات حججًا إستراتيجية للحصول على دعم لتغيير ديناميات القوة داخل المجتمع. تقول النظرية النسوية إن تمكين المرأة يمكن أن يحسن من المجتمع. تساعد النظرية النسوية بالتعاون مع دراسات التأليف؛ على وضع معايير تعليمية متنوعة فيما يتعلق بتدريس الكتابة. تنظر الباحثات النسويات في الكيفية التي شكلت بها المنظورات الأبوية المجتمعات والثقافات. كما أنها جذبت الانتباه إلى الأصوات التي جرى تجاهلها أو أُهملت.
حسبما تقول شاري جيه. ستينبرغ؛ لم تكن أصوات النساء غائبة بالضرورة في مجال الكتابة، ولكنها أحيانًا ما كانت مهملة؛ فلم تحظَ بالاهتمام ولم تُقدر قيمتها. توضح ستينبرغ المخاطر المترتبة على مجرد التركيز على الأصوات والآراء المميزة على نحو تقليدي قائلة: إن القيام بهذا يزيل في كثير من الأحيان أنماطًا مهمة من الخطابات المتعلقة بالخطاب الأكاديمي أو بالمحاورات، مثل المداخلات اليومية، أو الرسائل، أو أشكال أخرى أكثر نسوية. يمكن أن تساعد إضافة هذه الأنواع من الخطابة إلى الحوارات والمحادثات في إعادة تعريف أشكال الكتابة المقبولة دراسيًا، وقد تدفع أيضًا نحو ضم الفئات المهمشة تقليديًا، مثل النساء المثليات والنساء الملونات. كما أن السماح بهذه التضمينات من الممكن أن يُمكن المرأة من المطالبة بهوياتها المتعددة، وهو ما يتيح أيضًا استخدام «الشخصية كمجال للمعرفة». ولا يمكن لهذه الأفكار أن توسع نطاق القضايا التي يمكن للنساء أن يكتبن عنها فحسب، بل ويمكن أيضًا أن تساعد في تحديد كيفية تعليم بعض النساء التأليف. في ستينيات القرن العشرين، بدأت الموجة الثانية من الحركة النسوية وكان أحد الأهداف الرئيسية هو زيادة وعي المجتمع بنضال المرأة. جرى تنفيذ أهداف الحركة النسوية إلى حد كبير في الفصول الجامعية. وعلى وجه التحديد، ادعت فاي سبنسر موار، في قاعة تدريس التأليف، أن طريقة تدريس الكتابة تتناسب إلى حد كبير مع الكتّاب الذكور. وادعت ماري بي. هيات أن النساء على نحو ضمني؛ يكتبن بشكل مختلف عن الرجال، وأن الرجال يميلون إلى الكتابة في النمط السائد، وهو النمط الذي غالبًا ما يُدرس.
تجادل هيات بأن مصطلحي «مذكر» و«مؤنث» يُطبقان على أنماط الكتابة -أنماط خاصة بالرجال والنساء على التوالي- ولكن عوضًا عن شرح وتوضيح النمط ذاته، فإن ما يُشرح ويبين فعليًا؛ هو وجهات نظر الرجال حول كل من الرجال والنساء. تقول هيات، طبقًا للأمثلة التي ساقتها، إن كلمات مثل «قوي»، و«عقلاني»، و«منطقي» ملازمة للرجال، وأن كلمات مثل «عاطفية»، و«هستيرية»، و«سخيفة» ملازمة للنساء. وبناء على ذلك، كان هدف النظرية النسوية في دراسات التأليف هو إنشاء فصول دراسية تتعرف فيها المرأة على نفسها فكريًا، وتعبر فيها عن الآراء ذات الصلة بما تعتبره بعض النسويات عالمًا يتمحور حول الذكر.